# Dimanche de la Samaritaine

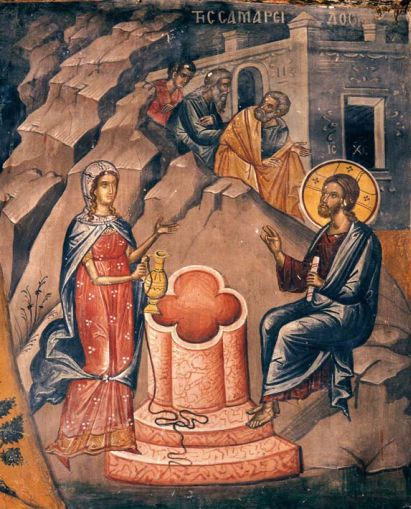
Jésus et la Samaritaine. Fresque par Théophane le Crétois, Monastère de Stavroniketa, Mont Athos, XVIe siècle.

Le dimanche de la Samaritaine est le cinquième dimanche après Pâques (P + 28). Dans les Églises d'Orient — Églises orthodoxes et Églises catholiques de rite byzantin — ce dimanche commémore la rencontre entre Jésus et la Samaritaine près de la fontaine de Jacob (Jean, 4:5-42). La Samaritaine est appelée traditionnellement Photine, ou Svetlana dans la tradition slavonne.
Selon la tradition orientale, la Samaritaine "égale des apôtres" fut baptisée par les apôtres Photine, c'est-à-dire lumineuse. Après sa rencontre avec Jésus, elle se convertit. Elle se répandit dans la ville pour proclamer la gloire de Jésus et elle est pour cela considérée comme la première évangéliste. Elle convertit ses sœurs (Anatole, Photo, Photis, Paraskeve, et Kyriake) ainsi que ses deux fils (Photinos, auparavant appelé Victor, et Joses). Photine proclama le Christ en divers lieux et partit pour Carthage afin de convertir la région. Elle aurait été martyrisée sous Néron avec Sébastien qui était un proche ami.

## Hymnographie
Kontakion (ton 1)
Ô Sauveur Tout Puissant qui a du roc a donné l'eau aux Hébreux,

Tu es venu dans le pays de Samarie et tu as choisi une femme,

sur qui tu as porté la foi en toi

et elle a gagné la vie éternelle dans les cieux.